# El gran monstre Gomera contra Yaiba l'Emmascarat
El gran monstre Gomera contra Yaiba l'Emmascarat (títol original en japonès, 大怪獣ゴメラVS仮面ヤイバー, Daikaijū Gomera VS Kamen Yaibaa) és un cas especial de la sèrie d'anime El detectiu Conan, emès originalment a la televisió per l'any nou de 2020. Està format pels episodis 965, 966, 967 i 968 (segons la numeració japonesa), que es van emetre durant quatre setmanes consecutives del 4 de gener al 25 de gener de 2020 al canal Nippon Television. S'ha doblat al català pel canal SX3, que els va emetre el 19 i 20 d'abril de 2023 amb els subtítols de «Pròleg», «Introducció», «Nus» i «Desenllaç».

## Sinopsi
Nichiuri Televisió ha organitzat un acte a Osaka en què anunciarà la producció d'una pel·lícula del monstre Gomera i en Yaiba l'Emmascarat per celebrar la inauguració de la seva nova seu. A l'acte hi assisteixen en Kogoro, en Conan i la seva colla, en Heiji i la Kazuha. Tot va sobre rodes fins que el cap del departament de Producció de Pel·lícules, l'Isato Yonekura, apareix mort en un magatzem. Els sospitosos es redueixen a tres subordinats de Yonekura. Més tard, es descobreix que dos sospitosos estaven involucrats en el crim i la policia els persegueix al canal de televisió. Un mor en un accident de cotxe i un altre es converteix en el principal sospitós en un nou cas d'explosió en un magatzem. En Conan i la policia investiguen i descobreixen que els sospitosos i les víctimes es van conèixer fa 20 anys en un festival de cinema independent. Ells segueixen aquesta pista i descobreixen el veritable sospitós darrere de tots els incidents.

## Repartiment
(veus en japonès)
- Conan Edogawa - Minami Takayama
- Mouri Ran - Wakana Yamazaki
- Heiji Hattori - Ryo Horikawa
- Toyama Kazuha - Yuko Miyamura
- Ai Haibara - Megumi Hayashibara
- Heizo Hattori - Kazuhiro Yamaji
- Kogoro Mouri - Rikiya Koyama
- Fumimaro Ayanokoji - Ryutaro Okiayu
- Goro Otaki - Norio Wakamoto
- Ginjiro Toyama - Terasomasaki
- Mitsuhiko Tsuburaya - Ikue Otani
- Ayumi Yoshida - Yukiko Iwai
- Genta Kojima - Wataru Takagi
- Kamen Yaiba - Wataru Takagi
- Gomera - Sense diàleg

## Producció
El 21 de setembre de 2019, es va anunciar que Takahiro Okura, guionista de les pel·lícules La carta d'amor escarlata i El puny de safir blau, també s'encarregaria del guió d'aquests capítols. El 27 de novembre del mateix any, es va anunciar que s'utilitzaria el subtítol «Joha Kyuuketsu» i es va anunciar la data d'emissió, juntament amb un avançament d'imatges. La còpia de la captura és «S'ha acabat la construcció d'una nova empresa! Assassinat immediat».

## Repercussió
La quota de pantalla a la regió de Kantō va ser del 6,6% per a «Pròleg», del 6,9% per a «Introducció», del 7,3% per a «Nus», i del 7,7% per a «Desenllaç».
El 24 de gener de 2020, se'n va publicar la versió novel·la.